# The Carolina Chocolate Drops

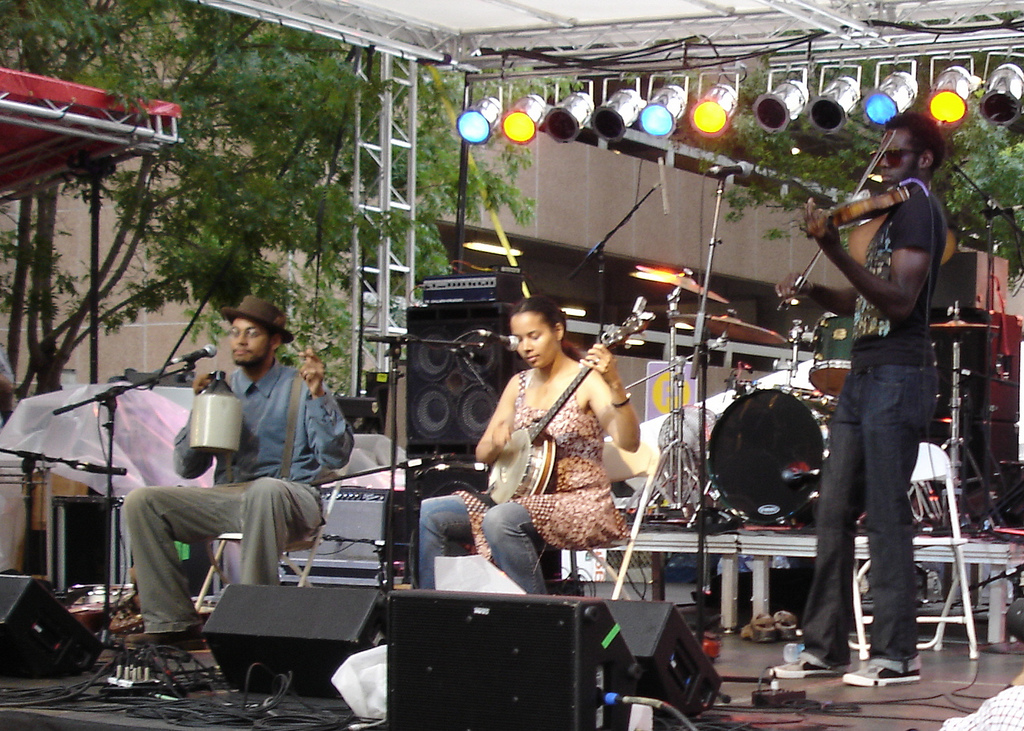
Carolinachocolatedrops

The Carolina Chocolate Drops is een old-timeband uit North Carolina in de Verenigde Staten.
De drie oorspronkelijke bandleden, Dom Flemons, Rhiannon Giddens en Súle Greg Wilson, leerden elkaar kennen in 2005 op de Black Banjo Gathering in de Apalachian State University in Boone (North Carolina). Hun gemeenschappelijke interesse voor de oorsprong van de country- en rockmuziek bond hen, ze stichtten de Carolina Chocolate Drops en legden zich vooral toe op de Piedmontblues en de old-time music uit de jaren 20 en 30 van de twintigste eeuw.
Vanaf 2006 namen ze vier albums op bij onafhankelijke labels, in 2010 sloot de groep een platencontract met Nonesuch. Hun eerste album daar heette Genuine Negro Jig en kwam op de eerste plaats bij de bluegrass en behaalde de tweede plaats bij de folk-albums. De groep behaalde ook een tweede plaats in de Newcomer-Charts (Heatseekers Albums). Bij de Grammy Awards 2011 wonnen ze met deze plaat de prijs voor het beste traditionele folkalbum van dat jaar. Hun volgende opname Leaving Eden werd in 2013 genomineerd voor een Grammy in de categorie Best Folkalbum. Naast steeds meer opgemerkte optredens en prijzen in de Verenigde Staten en het Verenigd Koninkrijk trad de groep op als voorprogramma bij Taj Mahal en Bob Dylan (2011).
Huidige Bezetting
- Rhiannon Giddens: 5-snarige banjo, dans, viool, kazoo, zang
- Hubby Jenkins: gitaar, mandoline, 5-snarige banjo, bones, zang
- Rowan Corbett: gitaar, bones, kleine trom, cajón, djembe
- Malcolm Parson: cello, melodica

Voormalige Leden
- Dom Flemons: 4-snarige banjo, gitaar, jug, harmonica, kazoo, kleine trom, bones, panfluit, zang
- Adam Matta: beatbox, tambourijn
- Leyla McCalla: cello, tenorbanjo, zang
- Justin Robinson: viool, jug, beatbox, dans, zang
- Súle Greg Wilson: 5-snaren banjo, banjoline, bodhrán, brushes, bones, dans, kalebas, kazoo, tambourijn, ukulele, zang, wasbord